# 靜默軸

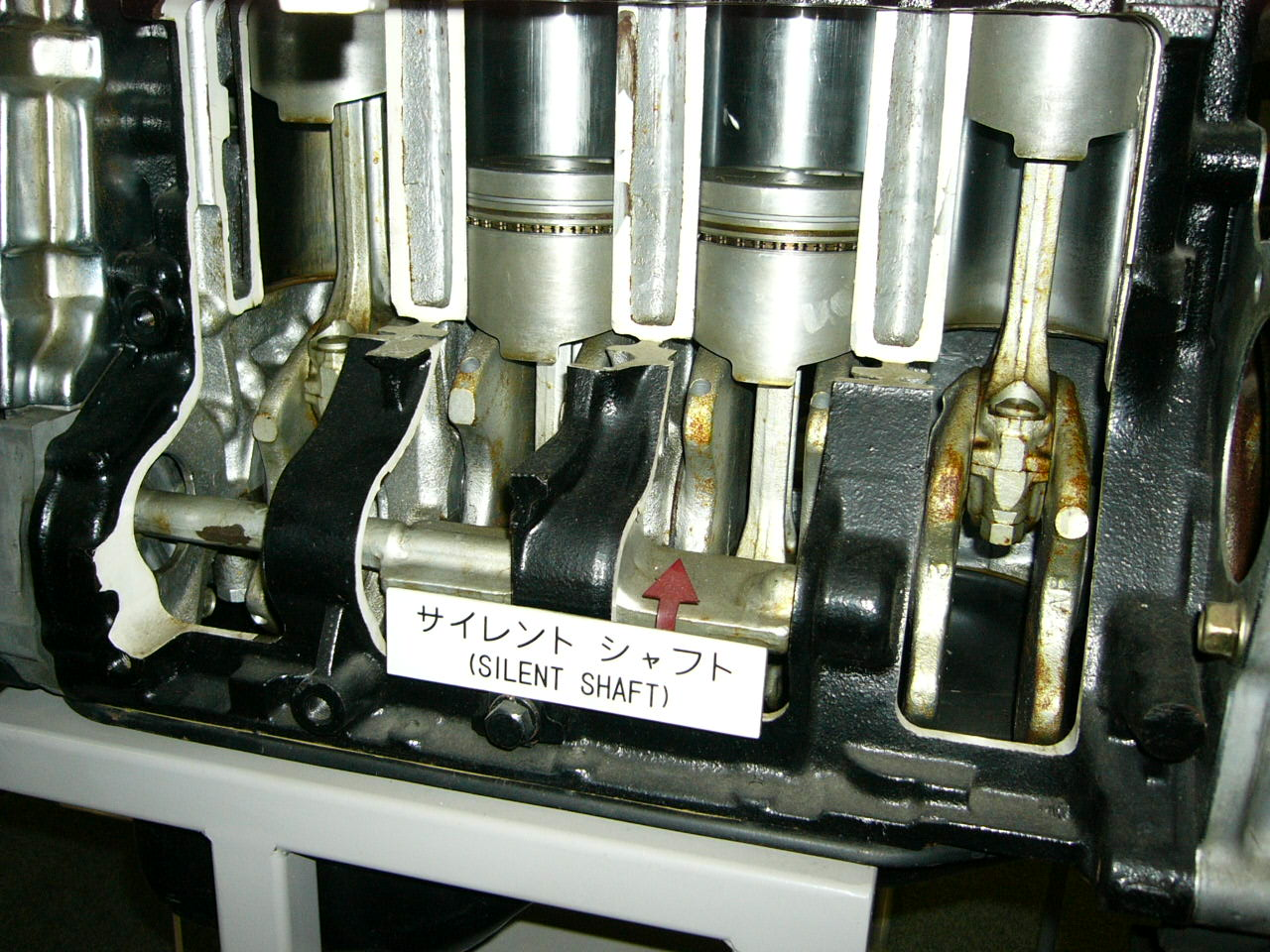
靜默軸示意圖

靜默軸（（日語）サイレントシャフト，（英文）silent shaft）乃是日本三菱汽車開發並使用在自家直列二缸及直列四缸引擎的一種平衡軸技術，具有商標及專利。

## 概要與歷史
1960年代日本社會進入高度經濟成長的時期，當時三菱重工業決定將生產重心放在汽車這項產品。可是既有的生產線卻與其他公司出現決定性的差異，因為他們所擁有的生產線主要製造馬力較小的引擎，而非運動性能車或高級車使用的高馬力六汽缸引擎。因此當時的技術人員全力活用既存的生產線，開發出附有平衡軸的引擎。
靜默軸依據20世紀初期著名的工程師弗雷德里克·蘭徹斯特的理論而加以改良，將兩根平衡軸的位置上下交錯，以及讓靜默軸的運轉速度比曲軸快兩倍，藉以消除引擎的振動，成為抑制振動與起振運動的裝置。這項技術具體來說，就是以靜默軸本身產生反向振動抵消引擎振動以達到完全平衡。
這項技術最早出現在1974年12月第三代三菱Minica F4所使用的直列二缸2G21型引擎上，翌年排氣量超過2,000c.c.的直列四缸4G5族引擎也依序採用。在1970年代至1980年代之間，此項技術和MCA-II成為三菱製引擎的代名詞，原廠在各車款的型錄上大肆宣傳這兩項技術。靜默軸技術對於後來直列四缸引擎的設計手法造成深遠的影響，三菱後來允許飛雅特、紳寶、保時捷等公司使用其專利，應用在各家2,000c.c.以上的直列四缸引擎。此外，三菱也向當時具有業務合作關係的克萊斯勒（包含麾下之道奇、普利茅斯汽車）輸出引擎，在北美洲市場擴大銷售範圍。另外三菱也有提供附有靜默軸的引擎給現代汽車，所以在韓國市場也見得到其蹤跡。
2005年公開發表的新型三菱4B1族引擎則恢復成普通的平衡軸，因為靜默軸的專利就是在軸體本身掛上兩根平衡軸，但新引擎的平衡軸位置與形狀和原專利內容不同，故嚴格說來並不屬於靜默軸。再者，在靜默軸問世之前，各家車廠便已針對平衡軸進行研究發展，於是試圖改變平衡軸的位置與形狀以避免牴觸三菱專利。無法迴避三菱專利的部分，則透過個別協商談判來解決。譬如紳寶的B234型引擎配置了和平衡軸不同的軸，保時捷則是以自家的聯合傳動器技術和三菱進行交換授權協議等。至於日本國內採用類似技術的，在直列二缸方面有富士重工業的EK23型、大發工業的大發AB族引擎；直列三缸方面有速霸陸EF族引擎；直列四缸方面則有馬自達的L3-DE型、本田技研工業的F22A型、日產汽車的QR25DE型、豐田汽車的豐田AZ族引擎等。

### 優點
這項技術使得小型車行駛起來也能擁有如同高級車般的靜肅性；和六汽缸引擎相比，熱效率較高故比較省油，較少的零件亦能節省成本。

### 缺點
由於靜默軸從曲軸透過正時皮帶或正時鏈條接收驅動力而旋轉，確實會產生馬力的損耗，這也是所有平衡軸的缺點。此外，因為以曲軸2倍的速度旋轉，轉速過高時也極有可能燒壞。所以在運動賽事中也有人去除靜默軸，以避免馬力損耗及金屬軸承燒焦的問題。

## 內部連結
- 平衡軸（英语：Balance shaft）

## 外部連結
- （日語）goo-net：【三菱】4気筒でも6気筒に負けないパワーと静粛性を実現したサイレントシャフトの効果とは （页面存档备份，存于）